# レアル・ブルゴスCF
レアル・ブルゴス・クルブ・デ・フトボル, S.A.D.（Real Burgos Club de Fútbol, S.A.D.）は、スペイン・カスティーリャ・イ・レオン州ブルゴスに本拠地を置くサッカークラブ。1983年に創設され、1996年から2011年の活動停止を経て、現在はテルセーラ・ディビシオンに在籍している。
クラブの最も成功を収めたのは、1990-91シーズンから3シーズンの間プリメーラ・ディビシオンに在籍していたときである。

## 歴史
このクラブの前身となったクラブは1936年に設立されたブルゴスCF (Gimnástica Burgalesa Club de Fútbol)である。1983年、このブルゴスCFは金銭的な問題で解散し、トップチームはレアル・ブルゴスCFに、リザーブチームはブルゴスCFとそれぞれ改名して、再スタートを切った。
1989-90シーズン、レアル・ブルゴスCFは設立7年目にして見事セグンダ・ディビシオン優勝を飾り、プリメーラ・ディビシオン昇格を決めた。1部での1シーズン目、FCバルセロナ相手に引き分け、レアル・マドリードを破るなど、いくつかのサプライズを提供してシーズンをリーグ11位で終えた。翌シーズはさらに順位を上げて9位でフィニッシュ。このシーズンもバルセロナに対してシーズンダブルを成し遂げた。当時、リーグを代表するクラブだったレアル・マドリード、バルセロナ、アトレティコ・マドリードすべてから勝ち点を奪ったことで、レアル・ブルゴスにはMatagigantes (大物食い) という愛称が付けられた。しかし、3シーズン目にリーグ戦で勝ち星わずか4試合と極度の低迷に陥り、リーグ最下位でセグンダ・ディビシオン降格が決まった。
1994年、所属選手への給料未払いや多額の負債により、テルセーラ・ディビシオン (4部)降格処分が決まった。その1994-95シーズン、クラブ経営が困難になったことからリーグ戦はおろかカップ戦にすら参加できなかった。翌シーズンはリーグ戦に出場したものの、1996-97シーズンから再び活動を停止した。停止期間は2011年まで延びた。
2017年4月、21年ぶりにテルセーラ・ディビシオンに復帰した。
2018年、2017-18シーズンをリーグ最下位で終え、5部降格になるはずだったが、カスティーリャ・イ・レオン州サッカー協会の不正があったとして降格処分の取り消しを求める裁判を協会相手に行った。しかし、訴えは認められず、レアル・ブルゴスは2018-19シーズンのリーグ追放という判決を受けた。2019年に行われた再審によって2019-20シーズンからはテルセーラ復帰が認められた。

### クラブ名の変遷
- ジムナスティカ・ブルガレーサ - (1936-1948)
- ブルゴス・クルブ・デ・フトボル - (1948-1983)
- ブルゴス・プロメサス - (1963-1983) (ブルゴスCFのリザーブチーム)
- レアル・ブルゴスCF - (1983-)

## 過去の成績
| シーズン  | レベル | ディヴィジョン | 順位   | コパ・デル・レイ |
| --------- | ------ | -------------- | ------ | ---------------- |
| 1983–84   | 4      | テルセーラ     | 1位    |                  |
| 1984–85   | 4      | テルセーラ     | 1位    | 3回戦敗退        |
| 1985–86   | 3      | セグンダB      | 2位    | ベスト16         |
| 1986–87   | 3      | セグンダB      | 4位    | 2回戦敗退        |
| 1987–88   | 2      | セグンダ       | 13位   | 4回戦敗退        |
| 1988–89   | 2      | セグンダ       | 14位   | ベスト32         |
| 1989–90   | 2      | セグンダ       | 1位    | 1回戦敗退        |
| 1990–91   | 1      | プリメーラ     | 11位   | 4回戦敗退        |
| 1991–92   | 1      | プリメーラ     | 9位    | ベスト16         |
| 1992–93   | 1      | プリメーラ     | 20位   | 4回戦敗退        |
| 1993–94   | 2      | セグンダ       | 19位   | 3回戦敗退        |
| 1994–95   | 不参加 | 不参加         | 不参加 |                  |
| 1995–96   | 4      | テルセーラ     | 10位   |                  |
| 1996–2011 | 不参加 | 不参加         | 不参加 |                  |
| 2011–12   | 6      | プロビンシアル | 5位    |                  |
| 2012–13   | 6      | プロビンシアル | 2位    |                  |
| 2013–14   | 5      | レヒオナル     | 9位    |                  |
| 2014–15   | 5      | レヒオナル     | 11位   |                  |
| 2015–16   | 5      | レヒオナル     | 7位    |                  |
| 2016–17   | 5      | レヒオナル     | 1位    |                  |

| シーズン | レベル | ディヴィジョン | 順位   | コパ・デル・レイ |
| -------- | ------ | -------------- | ------ | ---------------- |
| 2017-18  | 4      | テルセーラ     | 18位   |                  |
| 2018–19  | 不参加 | 不参加         | 不参加 |                  |
| 2019–20  | 4      | テルセーラ     | 11位   |                  |
| 2020–21  | 4      | テルセーラ     |        |                  |

- 3シーズン プリメーラ・ディビシオン
- 4シーズン セグンダ・ディビシオン
- 2シーズン セグンダ・ディビシオンB
- 5シーズン テルセーラ・ディビシオン
- 6シーズン ディビシオネス・レヒオナレス

## 歴代所属選手
- イヴィッツァ・バルバリッチ 1989-1992
- ガヴリル・バリント 1990-1993
- マヌエル・ヒメネス 1991-1992
- ロレン 1991-1993
- ミゲル・テンディーリョ 1992-1993